# 古川駅

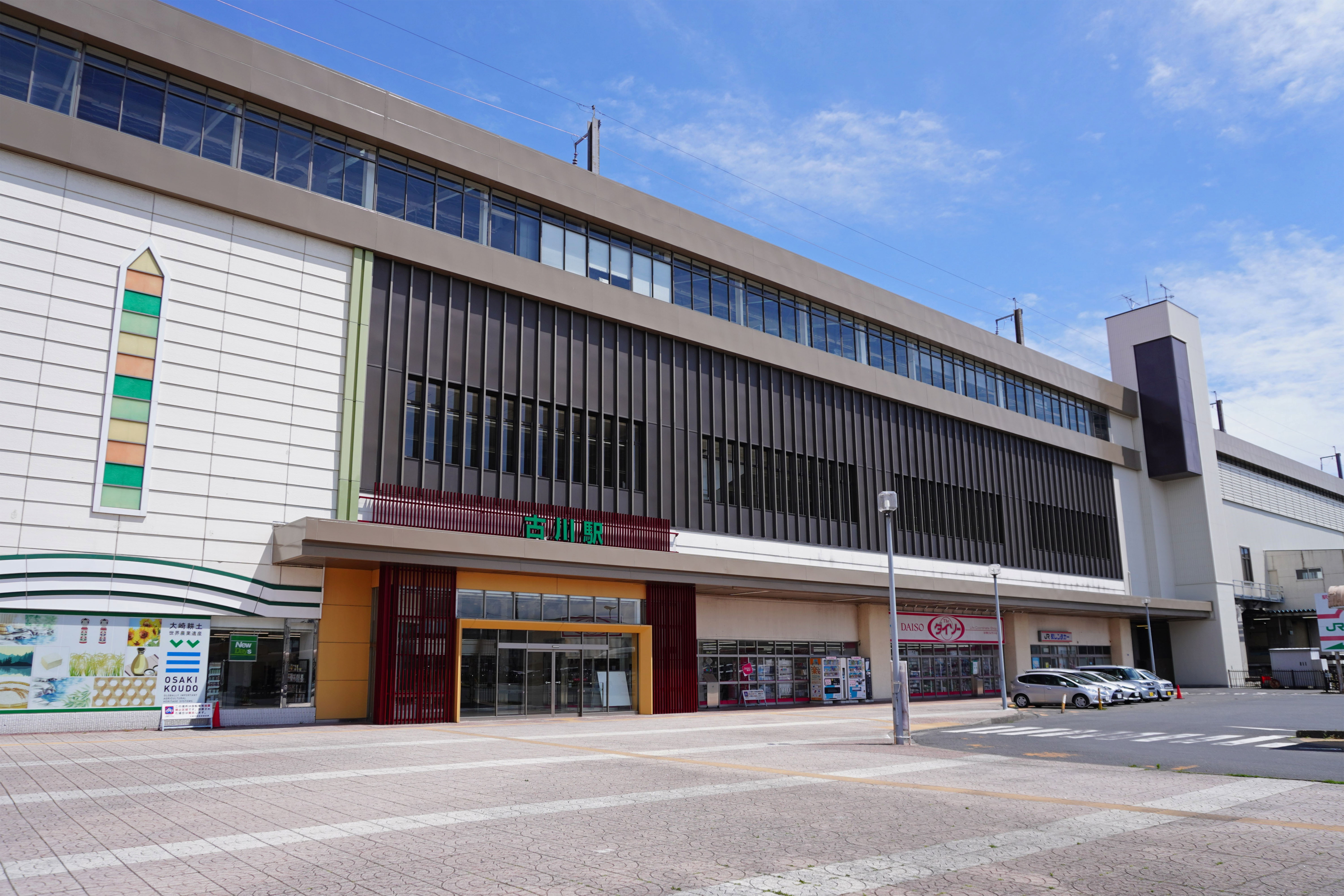
正面口近景（2023年6月）

古川駅（ふるかわえき）は、宮城県大崎市古川駅前大通1丁目にある、東日本旅客鉄道（JR東日本）の駅。
東北新幹線と、在来線の陸羽東線が乗り入れ、接続駅となっている。
本稿では、周辺にある日本貨物鉄道（JR貨物）のコンテナ集配基地である古川オフレールステーションについても記述する。

## 歴史
古川駅は、1913年（大正2年）に現在の陸羽東線のうち、小牛田駅から岩出山駅までの区間が部分開通したのと同時に開業した。開業当時の駅員は運輸担当が13名、保線担当が7名で、この他に赤帽が1名、営業許可された売店が1店舗あった。
こうして営業を始めた古川駅だったが、まもなく一つの問題が発生した。茨城県猿島郡古河町（現・古河市）の東北本線古河駅と駅名が似ているという事で、鉄道荷物が古川駅と古河駅で相互に誤って届くという事が起こるようになった。そこで東京の鉄道管理局は古川駅の駅名を「志田古川駅」に変更することを検討し、またこの他に適切な駅名があればそれへの変更も考慮するとした。これに対して古川が属する志田郡郡長は、志田古川は駅名として不適切であるとし、古河駅の改名を希望した。また、やむなく古川駅を改名する場合として「古川町駅」を第一希望とし、次いで「陸前古川駅」を改称候補として上げた。結果として古川駅は1915年（大正4年）に陸前古川駅（りくぜんふるかわえき）に変更されることになった。
東北新幹線の建設が具体性を帯びてくると、古川市は周辺の自治体と共に新幹線駅実現を目指して政府に働きかけを行い、1971年（昭和46年）に古川駅への新幹線駅設置が決まった。この付近の新幹線駅の場所については、古川駅、北浦駅、小牛田駅の3案があり、それぞれ長短があったが、古川市がこの地域の行政や道路交通の中心であるという判断から、古川駅が選ばれた。新幹線の計画線上に当たった古川駅前の一部の住人は、新幹線ルートの変更を求めて測量を拒否し、このために古川駅周辺での新幹線工事は後回しにされたが、最終的には国鉄と住人の間で妥協が成立し、建設工事は進められることになった。旧来の駅舎から東側へ300メートル程の位置に新しい駅舎が建設され、東北新幹線の開業に先立って1980年（昭和55年）から陸羽東線の駅として供用を開始した。この時に陸前古川駅から古川駅へと再び駅名が戻された。旧来の駅舎は取り壊されて、その跡地は貨物取扱所となった。東北新幹線は1982年（昭和57年）に大宮駅と盛岡駅の間で部分開業し、ここに古川駅は新幹線停車駅となった。

### 年表
- 1913年（大正2年）4月20日：国有鉄道陸羽線（現在の陸羽東線）の古川駅として開業（北緯38度34分15.1秒 東経140度57分50秒 / 北緯38.570861度 東経140.96389度）[3][新聞 1]。一般駅[10]。
- 1915年（大正4年）6月11日：陸前古川駅に改称[4][10]。
- 1947年（昭和22年）8月6日：昭和天皇の戦後巡幸。女川駅発 - 陸前古川駅行のお召し列車が運行[11]。
- 1971年（昭和46年）11月30日：自動券売機を設置[新聞 2]。
- 1974年（昭和49年）4月1日：みどりの窓口の営業を開始[12]。
- 1980年（昭和55年）11月1日：旅客設備が現在地（北緯38度34分14秒 東経140度58分3.9秒 / 北緯38.57056度 東経140.967750度）に移転し、古川駅に再改称[新聞 1][10]。
- 1982年（昭和57年）6月23日：東北新幹線が開業[9][13]。
- 1984年（昭和59年）2月1日：荷物の取り扱いを廃止[10]。
- 1986年（昭和61年）10月21日：コンテナ貨物の取り扱いを開始[10]。
- 1987年（昭和62年）4月1日：国鉄分割民営化により、JR東日本・JR貨物の駅となる[10][13]。
- 1990年（平成2年）7月15日：駅ビル「ピボット」が開業[新聞 3]。
- 1996年（平成8年）3月16日：貨物列車の発着が廃止され、自動車代行駅となる[10]。
- 1997年（平成9年）3月22日：速達型「やまびこ」の停車を開始[新聞 4]。
- 1999年（平成11年）3月17日：新幹線改札口に自動改札機を設置[14]。
- 2002年（平成14年）4月1日：JR貨物古川駅を廃止し、古川コンテナセンターが設置される。
- 2006年（平成18年）4月1日：古川コンテナセンターが古川オフレールステーションに改称。
- 2010年（平成22年）2月24日：駅南口・中里口側のエスカレーターの使用を開始（正面口・東口側のエスカレーターは以前より使用されていた）。
- 2014年（平成26年）4月1日：在来線改札口でSuicaの利用開始（当時は簡易Suica改札機を設置。チャージ残額での利用のみ可能、Suicaカードの及びSuica定期券の発売はしない）[報道 1]。
- 2016年（平成28年）3月26日：東北新幹線仙台 - 古川間、陸羽東線小牛田 - 古川間でもSuicaの利用が開始。古川駅がSuica対応駅となり、SuicaおよびSuica定期券の発売・払いもどし・再発行の取り扱いを開始[報道 2]。同時に在来線改札口に自動改札機を導入（簡易Suica改札機は撤去）。
- 2018年（平成30年）5月11日：びゅうプラザの営業を終了[新聞 5]。
- 2020年（令和2年）3月14日：新幹線eチケットサービスを開始[報道 3]。
- 2021年（令和3年）
  - 3月13日：タッチでGo!新幹線のサービスを開始[報道 4]。
  - 5月1日：1階西口に多目的スペースが開設[報道 5]。
  - 9月30日：ショッピングセンター「古川駅食品館ピボット」が閉館[新聞 6]。
  - 10月1日：古川地区センターを廃止し、仙台地区センターに統合。地区駅指定が解除される。
- 2023年（令和5年）2月19日：駅構内の立ち食いそば店「古川そば」閉店[新聞 7]。
- 2024年（令和6年）10月1日：えきねっとQチケのサービスを開始[1][報道 6]。

## 駅構造
東北新幹線と陸羽東線の線路が直角に交差している。
陸羽東線は地上駅（橋上駅）で、島式ホーム1面2線を持つ。ホームは古川駅移転時の鉄道輸送事情を考慮し約8両分の長さがある。新幹線ホームは3階にある高架駅である。本線（通過線）をはさんだ2面3線の構造となっているが、13番線にあたる部分には線路が敷かれていないので、実質的には2面2線の構造になっている。
当駅では、在来線コンコースと新幹線コンコースを直接つなぐ新幹線連絡改札口は設置されておらず、陸羽東線と新幹線の乗換は改札外乗換となる。
小牛田統括センター傘下の直営駅（駅長・副長配置）・管理駅でもあり、陸羽東線の塚目駅 - 中山平温泉駅間の各駅を管理下におく。以前は地区駅として古川地区センターが設置され、石巻駅・小牛田駅・くりこま高原駅の各管理駅を統括していた。
事務管コードは▲231304を使用している。
駅舎の2階には、みどりの窓口、自動券売機、指定席券売機、自動改札機（在来線・新幹線ともにSuica、えきねっとQチケ対応）、待合室、NewDays、VIEW ALTTEがある。このほか駅舎の1階には飲食店などが入居する。2021年（令和3年）5月1日には、1階西口出入口付近に多目的スペースが開設された。
古川駅1階には1990年（平成2年）にファッション店街の古川ピボットが開業した後、1998年（平成10年）に業態転換しショッピングセンター「古川駅食品館ピボット」となった。しかし、駅周辺の競争激化や新型コロナウイルスの感染拡大の影響により、2021年（令和3年）9月30日に閉館した。
また、1960年代後半から駅構内に立ち食いそば店「古川そば」があったが、新型コロナウイルスの感染拡大の影響により売り上げが減少し、駅舎の耐震工事が行われることになったため、2023年（令和5年）2月19日に閉店した。

### のりば
| 番線         | 路線                     | 方向 | 行先                               | 備考        |
| ------------ | ------------------------ | ---- | ---------------------------------- | ----------- |
| 在来線ホーム |                          |      |                                    |             |
| 1            | ■ 陸羽東線               | 上り | 小牛田方面                         | 一部は2番線 |
| 2            | ■ 陸羽東線               | 下り | 鳴子温泉・新庄方面                 |             |
| 新幹線ホーム |                          |      |                                    |             |
| 11           | 東北・秋田・北海道新幹線 | 下り | 盛岡・新青森・秋田・新函館北斗方面 |             |
| 12           | 東北新幹線               | 上り | 仙台・大宮・東京方面               |             |

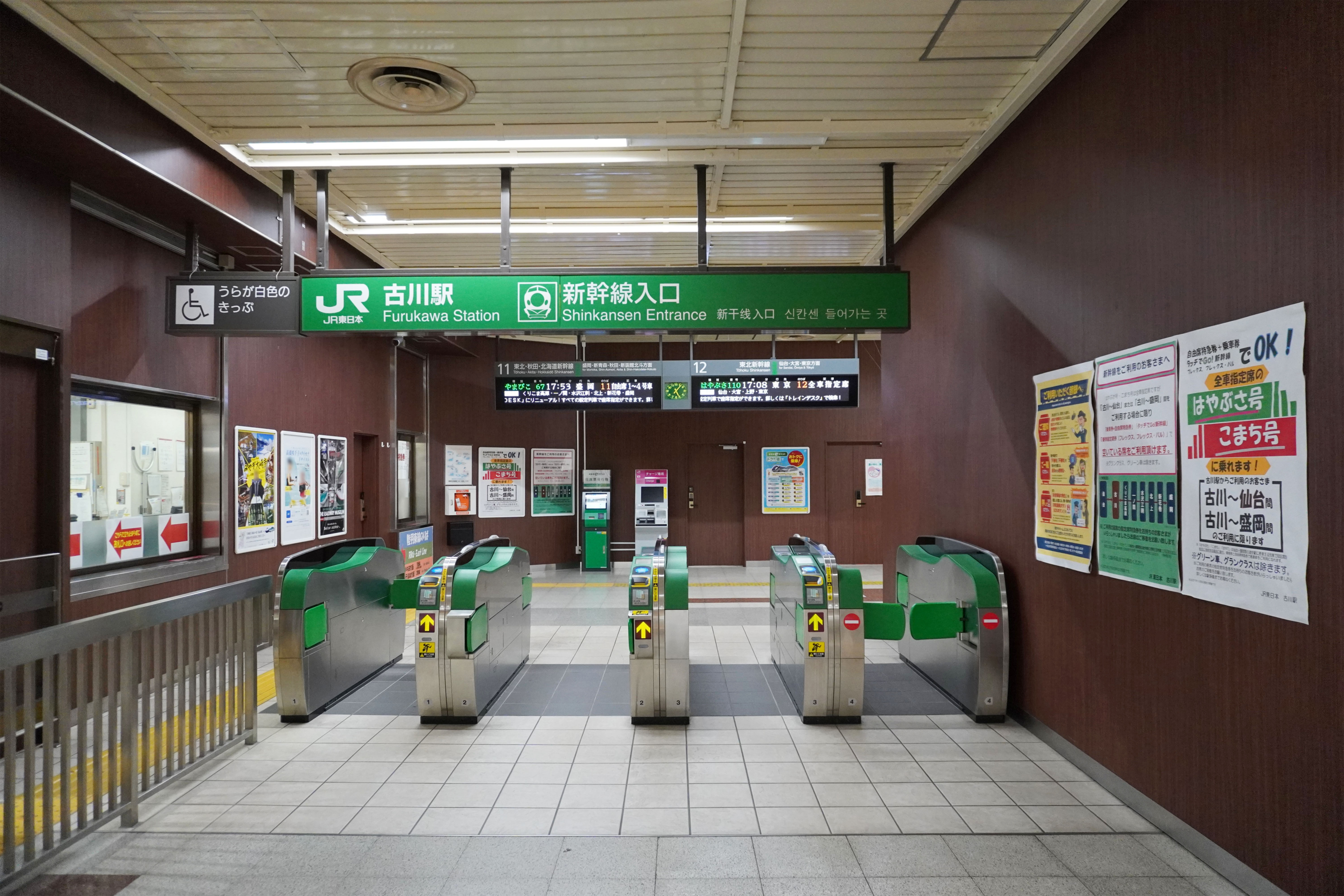
新幹線改札口（2023年5月）
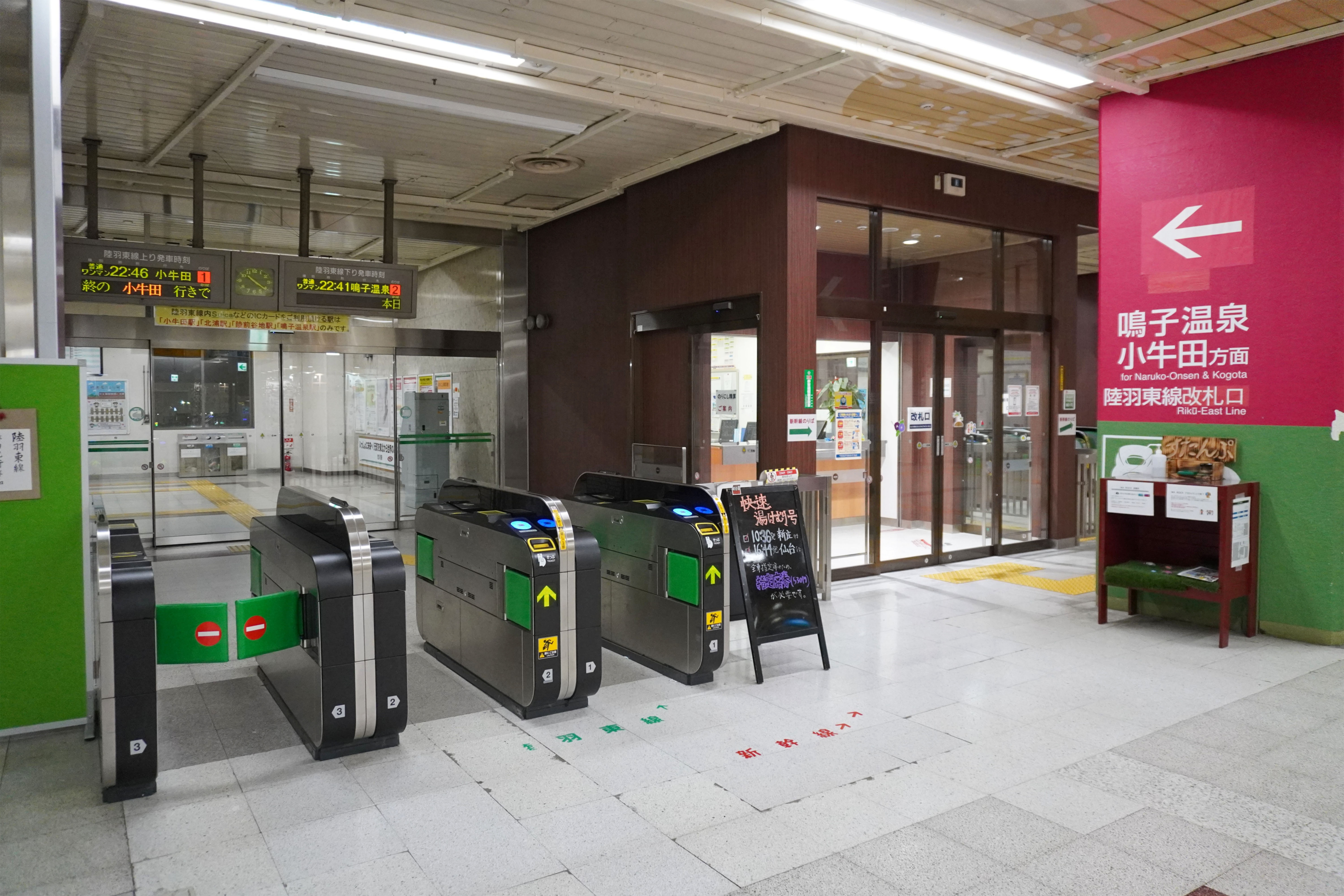
在来線改札口（2023年8月）
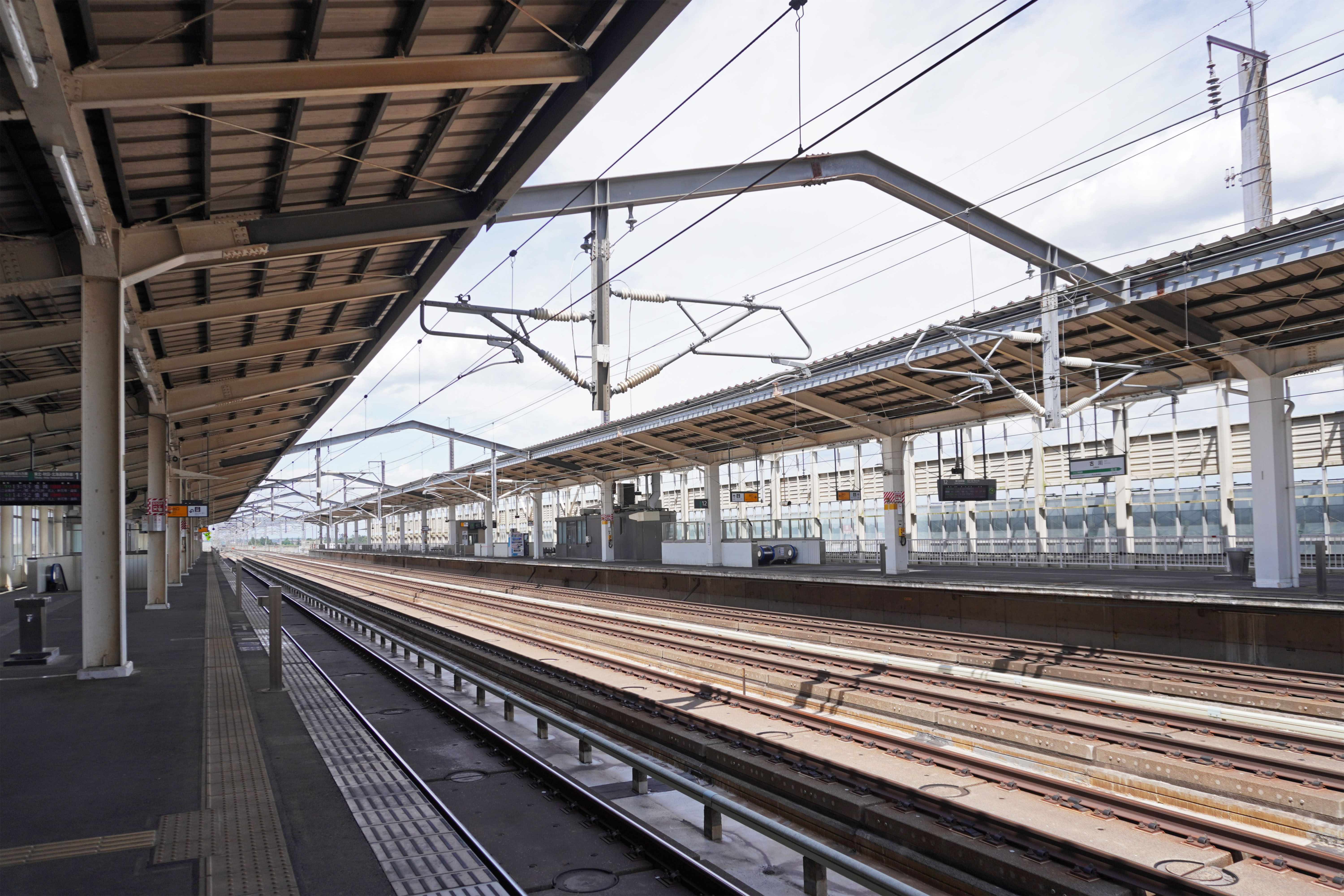
新幹線ホーム（2023年6月）
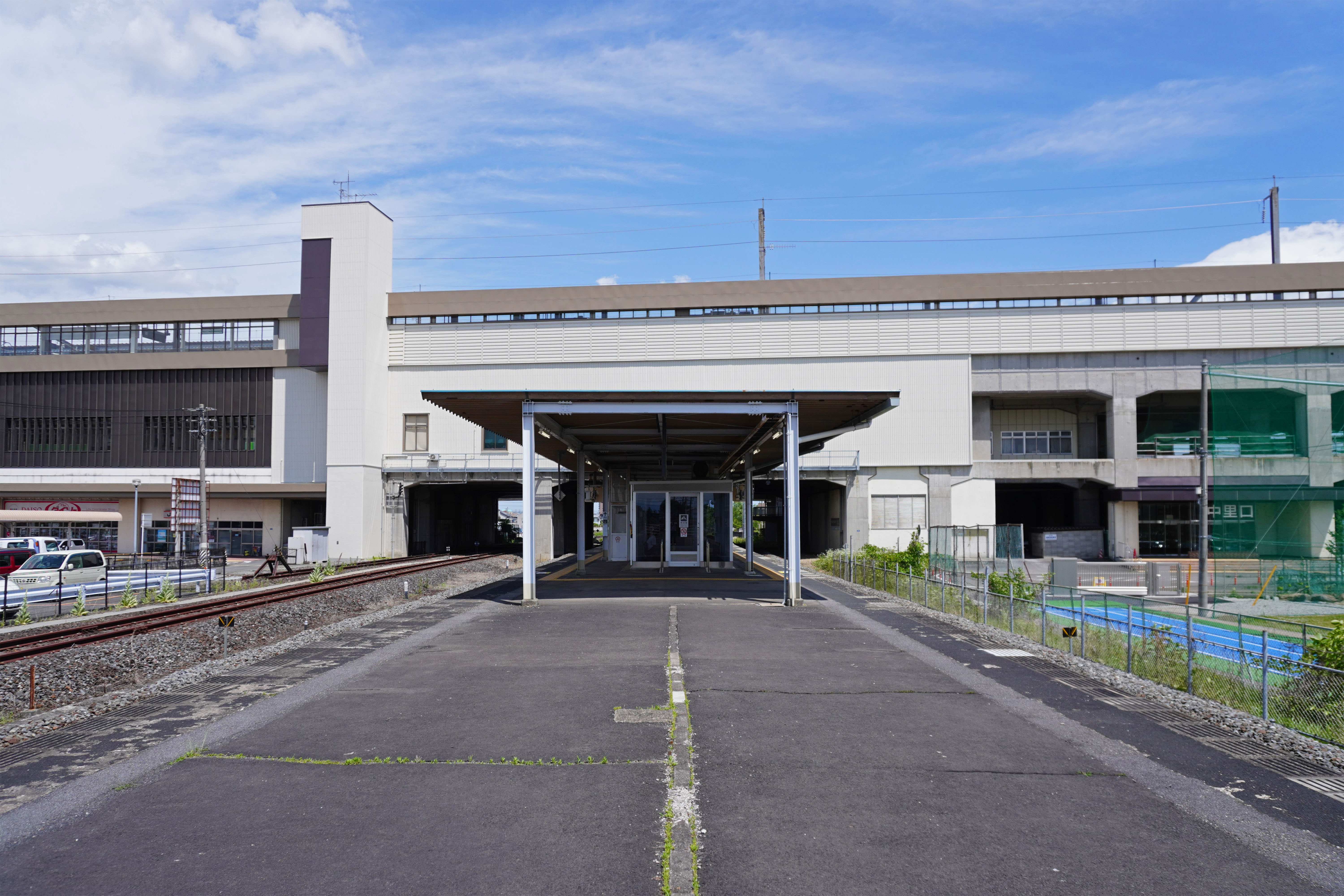
在来線ホーム（2023年6月）

## 古川オフレールステーション

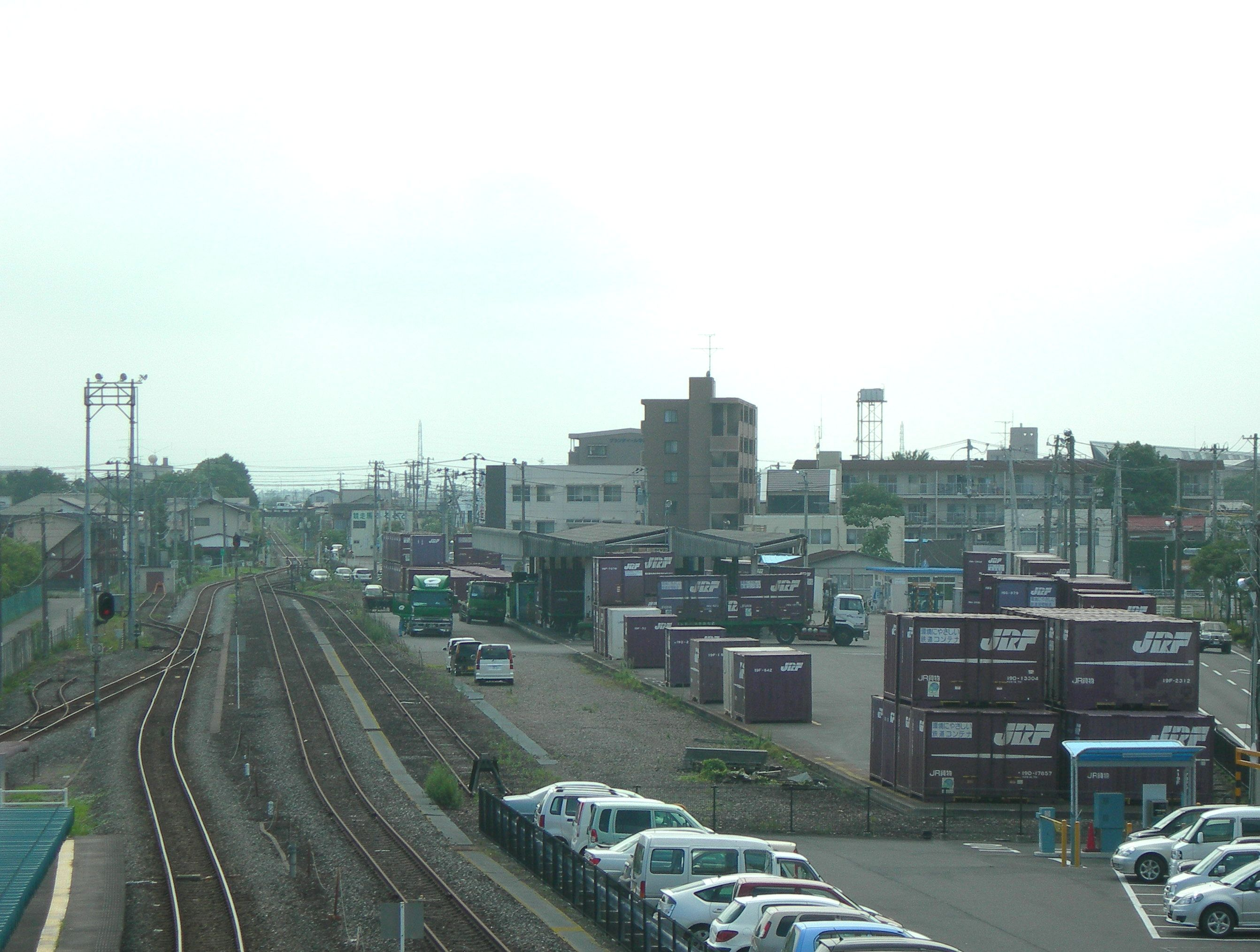
古川オフレールステーション

古川オフレールステーション（略称、古川ORS）は、駅の西側、大崎市古川駅前大通1丁目にあるJR貨物のコンテナ集配基地である。ここは、移転前の古川駅（当時は陸前古川駅）があった場所の北側である。なお、陸羽東線のJR貨物の第二種鉄道事業は廃止されているため、貨物駅ではなく、貨物列車の発着もない。現在は列車代替のトラック便が1日2往復、仙台貨物ターミナル駅との間に運行されている。
取扱貨物は、コンテナ貨物のみで、12フィートコンテナを取り扱っている。
かつて、古川駅は貨物列車が発着していた。しかし、1996年（平成8年）にトラック代行輸送に転換され自動車代行駅となり、2002年（平成14年）には陸羽東線のJR貨物の第二種鉄道事業が廃止され、JR貨物古川駅を廃止し、施設を流用して古川コンテナセンターが設置された。その後、2006年（平成18年）の名称整理の際に古川オフレールステーションに改称している。

## 利用状況
JR東日本によると、2023年度（令和5年度）の1日平均乗車人員は4,379人である。また、新幹線の1日平均乗車人員は2,625人である。
2000年度（平成12年度）以降の推移は以下のとおりである。
| 1日平均乗車人員推移 | 1日平均乗車人員推移 | 1日平均乗車人員推移 | 1日平均乗車人員推移 | 1日平均乗車人員推移 | 1日平均乗車人員推移 | 1日平均乗車人員推移 | 1日平均乗車人員推移 | 1日平均乗車人員推移           |
| 年度                | 計                  | 計                  | 計                  | 新幹線              | 新幹線              | 新幹線              | 新幹線              | 出典                          |
| 年度                | 定期外              | 定期                | 合計                | 定期外              | 定期                | 合計                | 前年度比            | 出典                          |
| ------------------- | ------------------- | ------------------- | ------------------- | ------------------- | ------------------- | ------------------- | ------------------- | ----------------------------- |
| 2000年（平成12年）  |                     |                     | 6,153               | 非開示              | 非開示              | 非開示              | 非開示              | [ 利用客数 2 ]                |
| 2001年（平成13年）  |                     |                     | 6,010               | 非開示              | 非開示              | 非開示              | 非開示              | [ 利用客数 3 ]                |
| 2002年（平成14年）  |                     |                     | 5,696               | 非開示              | 非開示              | 非開示              | 非開示              | [ 利用客数 4 ]                |
| 2003年（平成15年）  |                     |                     | 5,328               | 非開示              | 非開示              | 非開示              | 非開示              | [ 利用客数 5 ]                |
| 2004年（平成16年）  |                     |                     | 5,102               | 非開示              | 非開示              | 非開示              | 非開示              | [ 利用客数 6 ]                |
| 2005年（平成17年）  |                     |                     | 5,098               | 非開示              | 非開示              | 非開示              | 非開示              | [ 利用客数 7 ]                |
| 2006年（平成18年）  |                     |                     | 5,011               | 非開示              | 非開示              | 非開示              | 非開示              | [ 利用客数 8 ]                |
| 2007年（平成19年）  |                     |                     | 5,010               | 非開示              | 非開示              | 非開示              | 非開示              | [ 利用客数 9 ]                |
| 2008年（平成20年）  |                     |                     | 4,826               | 非開示              | 非開示              | 非開示              | 非開示              | [ 利用客数 10 ]               |
| 2009年（平成21年）  |                     |                     | 4,554               | 非開示              | 非開示              | 非開示              | 非開示              | [ 利用客数 11 ]               |
| 2010年（平成22年）  |                     |                     | 4,403               | 非開示              | 非開示              | 非開示              | 非開示              | [ 利用客数 12 ]               |
| 2011年（平成23年）  |                     |                     | 4,339               | 非開示              | 非開示              | 非開示              | 非開示              | [ 利用客数 13 ]               |
| 2012年（平成24年）  | 1,773               | 2,990               | 4,764               | 1,468               | 1,219               | 2,688               |                     | [ 利用客数 14 ] [ 新幹線 2 ]  |
| 2013年（平成25年）  | 1,823               | 3,140               | 4,964               | 1,521               | 1,296               | 2,818               |                     | [ 利用客数 15 ] [ 新幹線 3 ]  |
| 2014年（平成26年）  | 1,782               | 3,001               | 4,784               | 1,482               | 1,253               | 2,736               |                     | [ 利用客数 16 ] [ 新幹線 4 ]  |
| 2015年（平成27年）  | 1,772               | 3,013               | 4,785               | 1,489               | 1,287               | 2,776               |                     | [ 利用客数 17 ] [ 新幹線 5 ]  |
| 2016年（平成28年）  | 1,773               | 2,992               | 4,766               | 1,496               | 1,287               | 2,784               |                     | [ 利用客数 18 ] [ 新幹線 6 ]  |
| 2017年（平成29年）  | 1,820               | 3,047               | 4,868               | 1,523               | 1,345               | 2,869               |                     | [ 利用客数 19 ] [ 新幹線 7 ]  |
| 2018年（平成30年）  | 1,779               | 3,099               | 4,879               | 1,495               | 1,351               | 2,846               |                     | [ 利用客数 20 ] [ 新幹線 8 ]  |
| 2019年（令和元年）  | 1,675               | 3,028               | 4,704               | 1,392               | 1,355               | 2,748               |                     | [ 利用客数 21 ] [ 新幹線 9 ]  |
| 2020年（令和02年）  | 839                 | 2,545               | 3,385               | 591                 | 1,239               | 1,830               | −33.4%              | [ 利用客数 22 ] [ 新幹線 10 ] |
| 2021年（令和03年）  | 974                 | 2,607               | 3,582               | 722                 | 1,213               | 1,936               | 5.7%                | [ 利用客数 23 ] [ 新幹線 11 ] |
| 2022年（令和04年）  | 1,303               | 2,683               | 3,986               | 1,030               | 1,230               | 2,260               | 16.8%               | [ 利用客数 24 ] [ 新幹線 12 ] |
| 2023年（令和05年）  | 1,549               | 2,829               | 4,379               | 1,277               | 1,347               | 2,625               | 116.5%              | [ 利用客数 1 ] [ 新幹線 1 ]   |

## 駅周辺

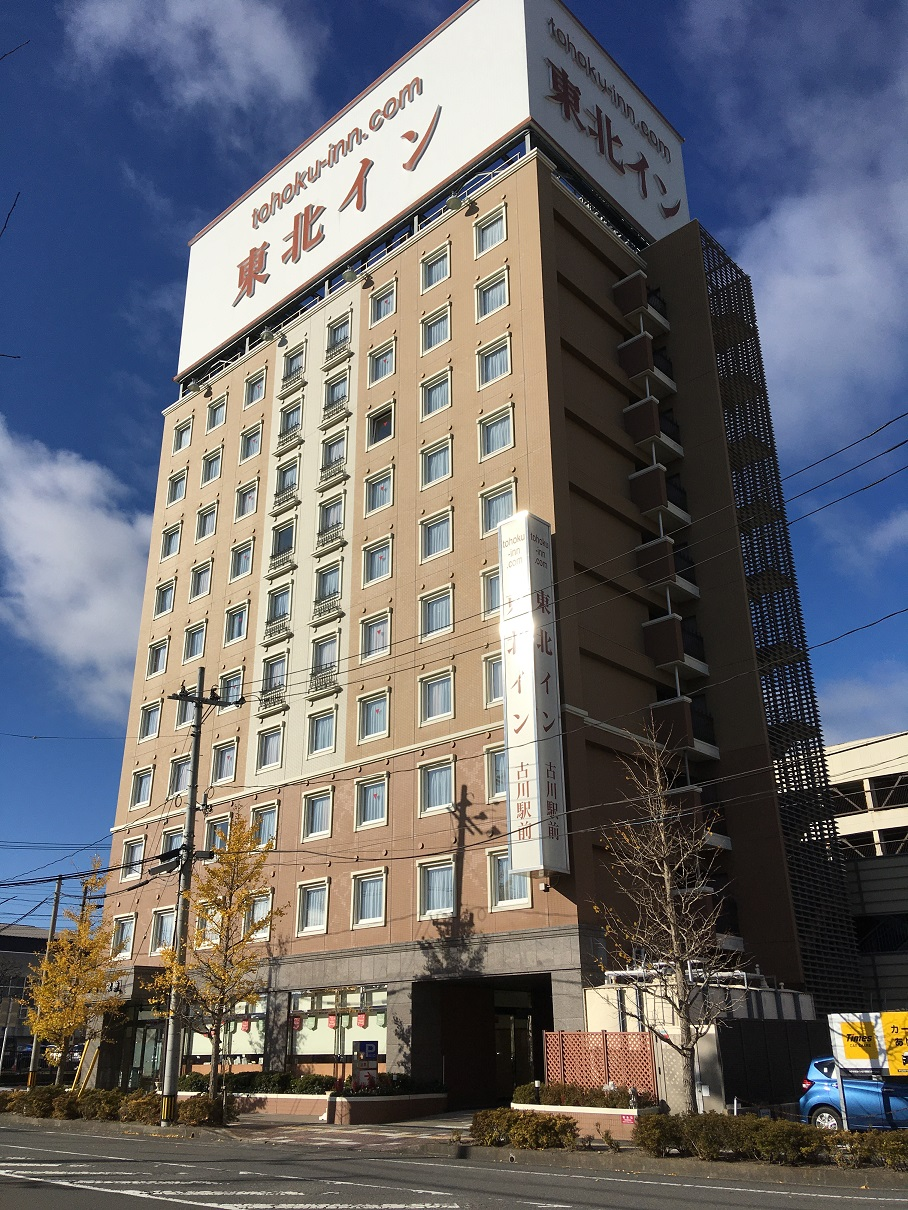
アパホテル宮城古川駅前（東北イン古川駅前時代）

周辺には大崎市の中心市街地古川の街並みが広がる。
1987年（昭和62年）に、旧古川市主導で駅前10.4ヘクタールの区画整理事業が完成した。しかし、バブル崩壊や郊外型店舗の進出で商業施設の進出は進まず、2001年（平成13年）には古川サティが閉店した。市は1999年（平成11年）に中心市街地活性化基本計画を策定し、緒絶（おだえ）川周辺地区を広域中心商業業務地区としたが、開発は進まなかった。
その後は駅西側周辺部の活性化を図るべく、付近の商店街や、まちづくり会社である台町TMC株式会社を主体として、老朽化の激しい建物を取り壊し、新しい施設を造成するといった再開発事業が進められている。また、2006年（平成18年）3月18日には、駅から徒歩5分という好立地に、再開発商業施設である複合施設型シネマコンプレックス、シネマ・リオーネ古川がオープンした。市街地と反対の南東側には「イオン古川店」がある。
- 仙台地方裁判所古川支部
- 宮城県大崎合同庁舎
- 古川駅前郵便局
- 古川郵便局
- 古川警察署古川駅前交番
- 岩手銀行大崎支店
- 東北銀行古川支店
- 七十七銀行古川支店
- 仙台銀行古川支店
- 宮城第一信用金庫古川支店
- 古川学園中学校・高等学校
- アルプスアルパイン株式会社古川開発センター
- ミヤコーバス古川営業所
- アパホテル〈宮城古川駅前〉（旧：東横イン古川駅前→東北イン古川駅前）[17]
- ホテルルートイン古川駅前
- 大崎市図書館

## バス路線
古川駅前・古川駅
ミヤコーバス、ジェイアールバス東北、オリオンバスが運行する路線バスや高速バスが乗り入れている。また、のりばは1 - 8、10の計9のりばが設置されている。2021年（令和3年）3月現在、1番のりばに発着するバスは設定されていないほか、10番のりばは降車専用となっている。
| 運行事業者                            | 路線・行先 | 備考                                                                     |
| ------------------------------------- | --- | ------------------------------------------------------------------------ |
| ミヤコーバス                          | 色麻線：中新田・色麻町役場前方面 |                                                                          |
| 大崎市民バス                          | - 三本木大衡線：三本木町・大衡村役場前方面 - 松山鹿島台線：松山町駅・鹿島台（鎌田記念ホール）方面 - 高倉線：矢越方面 - 大貫線：田尻駅前・下長根方面 - 清滝線：鴻ノ巣方面 - 鳴子線：岩出山・鳴子温泉駅前方面 - 宮沢真山線：真山御上方面 - 中心市街地循環線（北側循環便、南側循環便、シャトル便）：穂波東公園・大崎市民病院方面 - テレトラック三本木方面 - 高速「仙台古川線」：仙台駅方面 | テレトラック三本木方面の便は岩手競馬開催日のみ運行                       |
| ジェイアールバス東北                  | 高速バス：仙台駅方面 | プロ野球公式戦開催日は一部を宮城球場前（楽天生命パーク宮城）まで延長運行 |
| 栗原市民バス （栗原観光タクシー運行） | 築館古川線：高清水・築館（栗原中央病院）方面 |                                                                          |
| 美里町住民バス （新栄観光バス運行）   | 美里線：小牛田駅・南郷庁舎・鹿島台駅方面 |                                                                          |
| オリオンバス                          | 高速バス：東京ディズニーリゾート方面 |                                                                          |

このほか、大崎市民病院へとアクセスするシャトルバスも発着する。
古川駅南口前
- ミヤコーバス
  - 南側循環
- 美里町住民バス
  - 美里町役場前方面、鹿島台駅方面

## 運賃計算上の特徴
当駅の新幹線駅としての営業キロは東北本線小牛田駅のものを準用している。この関係で、仙台駅以遠と一ノ関駅以遠の相互を発着点とする乗車券においては、仙台駅・一ノ関駅間において、当駅（東北新幹線）・小牛田駅（東北本線）のいずれを経由する乗車券であっても他の経路を利用できる選択乗車が設定されている（後述の「仙台近郊区間」内相互発着のケースを除く）。
一方、当駅を発着点とする乗車券の場合は仙台駅以遠・一ノ関駅以遠との間で経路通りの乗車券を購入すると、新幹線を利用した場合と在来線（小牛田駅経由）を利用した場合では、当駅を経由する部分で東北新幹線が在来線（東北本線）と別線扱いになるため、運賃が異なることがある（他の経路を使用すると、実際の経路の運賃が券面よりも高い場合には差額の支払が必要になる）。
以前はこのほかに以下の3つの区間にも選択乗車が設定されていた（境界駅の隣接駅名は1984年当時）。
- 仙台駅以遠（長町駅・北仙台駅・榴ヶ岡駅方面）と小牛田駅以遠（田尻駅・上涌谷駅方面）の間
- 小牛田駅以遠（松山町駅・上涌谷駅方面）と一ノ関駅以遠（山ノ目駅・真滝駅方面）の間
- 仙台駅以遠（長町駅・北仙台駅・榴ヶ岡駅方面）と小牛田駅・古川駅間の各駅（この区間では途中下車不可）

これらの区間では運賃が異なっても新幹線経由の乗車券で小牛田駅経由、小牛田駅経由の乗車券で新幹線を利用することができたが、2014年（平成26年）4月1日の「仙台近郊区間」設定と同時に選択乗車制度は廃止された。また、東北新幹線が「仙台近郊区間」に含まれていないため、「仙台近郊区間」内の各駅と当駅を発着点とする乗車券の場合、陸羽東線経由の乗車券では新幹線は利用できず、小牛田経由と新幹線経由で運賃が異なる場合がある。他の「仙台近郊区間」内各駅間相互発着で陸羽東線から当駅を経由する乗車券でも、東北新幹線は利用できない。

## 隣の駅
※■秋田新幹線「こまち」（当駅は95・96号のみ停車）を含む新幹線の隣の駅の停車駅は各列車記事を参照のこと。
東日本旅客鉄道（JR東日本）
 東北・北海道新幹線
仙台駅 - 古川駅 - くりこま高原駅
■ 陸羽東線
陸前谷地駅 - 古川駅 - 塚目駅

### 記事本文

#### 報道発表資料
1. ↑  『Suicaの一部サービスをご利用いただける駅が増えます』（PDF）（プレスリリース）東日本旅客鉄道、2013年11月29日。オリジナルの2020年5月25日時点におけるアーカイブ。2020年5月25日閲覧。
2. ↑  『Suica FREX定期券をご利用いただける駅が増えます』（PDF）（プレスリリース）東日本旅客鉄道、2015年12月21日。オリジナルの2015年12月22日時点におけるアーカイブ。2021年3月11日閲覧。
3. ↑  『「新幹線eチケットサービス」が始まります!』（PDF）（プレスリリース）東日本旅客鉄道、北海道旅客鉄道、西日本旅客鉄道、2020年2月4日。オリジナルの2020年2月26日時点におけるアーカイブ。2020年5月25日閲覧。
4. ↑  『タッチでGo!新幹線 サービスエリア拡大について』（PDF）（プレスリリース）東日本旅客鉄道、2020年11月12日。オリジナルの2020年11月13日時点におけるアーカイブ。2020年11月13日閲覧。
5. 1 2  『古川駅西口に多目的スペースが誕生します!』（PDF）（プレスリリース）東日本旅客鉄道仙台支社、2021年4月27日。オリジナルの2021年4月27日時点におけるアーカイブ。2021年4月29日閲覧。
6. ↑  『Suicaエリア外もチケットレスで! 東北エリアから「えきねっとＱチケ」がはじまります』（PDF）（プレスリリース）東日本旅客鉄道、2024年7月11日。オリジナルの2024年7月11日時点におけるアーカイブ。2024年7月31日閲覧。

#### 新聞記事
1. 1 2 3  「駅 すてーしょん 古川（陸羽東線 東北新幹線）」『交通新聞』交通新聞社、1996年10月29日、2面。
2. ↑  「石巻線など営業近代化」『交通新聞』交通協力会、1971年10月19日、1面。
3. 1 2  「「ピボット」オープン 古川駅に初の直営駅ビル」『交通新聞』交通新聞社、1990年7月17日、1面。
4. ↑  「さらに便利に 東北新幹線 22日ダイヤ改正概要」『交通新聞』交通新聞社、1997年3月19日、2面。
5. ↑  「30年の営業に幕 びゅうプラザ石巻駅11日閉店」『河北新報』河北新報社、2018年5月9日。オリジナルの2018年6月17日時点におけるアーカイブ。2020年12月7日閲覧。
6. 1 2 3  「JR古川駅のピボット閉館 31年の歴史に幕」『河北新報』河北新報社、2021年10月1日。オリジナルの2021年10月1日時点におけるアーカイブ。2021年10月2日閲覧。
7. 1 2  「さようならJR古川駅の「駅そば」 あす19日営業終了、常連客から惜しむ声」『河北新報』2023年2月18日。2023年2月19日閲覧。
8. 1 2 3  「【独自】古川ピボット、9月末閉館へ 食料雑貨店など6テナント撤退」『河北新報』河北新報社、2021年8月24日。オリジナルの2021年10月1日時点におけるアーカイブ。2021年10月2日閲覧。

### 利用状況
1. 1 2  “各駅の乗車人員（2023年度）”.   東日本旅客鉄道. 2024年7月23日閲覧。
2. ↑  “各駅の乗車人員（2000年度）”.   東日本旅客鉄道. 2019年2月7日閲覧。
3. ↑  “各駅の乗車人員（2001年度）”.   東日本旅客鉄道. 2019年2月7日閲覧。
4. ↑  “各駅の乗車人員（2002年度）”.   東日本旅客鉄道. 2019年2月7日閲覧。
5. ↑  “各駅の乗車人員（2003年度）”.   東日本旅客鉄道. 2019年2月7日閲覧。
6. ↑  “各駅の乗車人員（2004年度）”.   東日本旅客鉄道. 2019年2月7日閲覧。
7. ↑  “各駅の乗車人員（2005年度）”.   東日本旅客鉄道. 2019年2月7日閲覧。
8. ↑  “各駅の乗車人員（2006年度）”.   東日本旅客鉄道. 2019年2月7日閲覧。
9. ↑  “各駅の乗車人員（2007年度）”.   東日本旅客鉄道. 2019年2月7日閲覧。
10. ↑  “各駅の乗車人員（2008年度）”.   東日本旅客鉄道. 2019年2月7日閲覧。
11. ↑  “各駅の乗車人員（2009年度）”.   東日本旅客鉄道. 2019年2月7日閲覧。
12. ↑  “各駅の乗車人員（2010年度）”.   東日本旅客鉄道. 2019年2月7日閲覧。
13. ↑  “各駅の乗車人員（2011年度）”.   東日本旅客鉄道. 2019年2月7日閲覧。
14. ↑  “各駅の乗車人員（2012年度）”.   東日本旅客鉄道. 2019年2月7日閲覧。
15. ↑  “各駅の乗車人員（2013年度）”.   東日本旅客鉄道. 2019年2月7日閲覧。
16. ↑  “各駅の乗車人員（2014年度）”.   東日本旅客鉄道. 2019年2月7日閲覧。
17. ↑  “各駅の乗車人員（2015年度）”.   東日本旅客鉄道. 2019年2月7日閲覧。
18. ↑  “各駅の乗車人員（2016年度）”.   東日本旅客鉄道. 2019年2月7日閲覧。
19. ↑  “各駅の乗車人員（2017年度）”.   東日本旅客鉄道. 2019年2月7日閲覧。
20. ↑  “各駅の乗車人員（2018年度）”.   東日本旅客鉄道. 2019年7月9日閲覧。
21. ↑  “各駅の乗車人員（2019年度）”.   東日本旅客鉄道. 2020年7月11日閲覧。
22. ↑  “各駅の乗車人員（2020年度）”.   東日本旅客鉄道. 2021年7月11日閲覧。
23. ↑  “各駅の乗車人員（2021年度）”.   東日本旅客鉄道. 2022年8月2日閲覧。
24. ↑  “各駅の乗車人員（2022年度）”.   東日本旅客鉄道. 2023年7月13日閲覧。

#### 新幹線
1. 1 2  “新幹線駅別乗車人員（2023年度）”.   東日本旅客鉄道. 2024年7月23日閲覧。
2. ↑  “新幹線駅別乗車人員（2012年度）”.   東日本旅客鉄道. 2019年2月7日閲覧。
3. ↑  “新幹線駅別乗車人員（2013年度）”.   東日本旅客鉄道. 2019年2月7日閲覧。
4. ↑  “新幹線駅別乗車人員（2014年度）”.   東日本旅客鉄道. 2019年2月7日閲覧。
5. ↑  “新幹線駅別乗車人員（2015年度）”.   東日本旅客鉄道. 2019年2月7日閲覧。
6. ↑  “新幹線駅別乗車人員（2016年度）”.   東日本旅客鉄道. 2019年2月7日閲覧。
7. ↑  “新幹線駅別乗車人員（2017年度）”.   東日本旅客鉄道. 2019年2月7日閲覧。
8. ↑  “新幹線駅別乗車人員（2018年度）”.   東日本旅客鉄道. 2019年7月9日閲覧。
9. ↑  “新幹線駅別乗車人員（2019年度）”.   東日本旅客鉄道. 2020年7月11日閲覧。
10. ↑  “新幹線駅別乗車人員（2020年度）”.   東日本旅客鉄道. 2021年7月11日閲覧。
11. ↑  “新幹線駅別乗車人員（2021年度）”.   東日本旅客鉄道. 2022年8月2日閲覧。
12. ↑  “新幹線駅別乗車人員（2022年度）”.   東日本旅客鉄道. 2023年7月13日閲覧。